# Giovanni Arpino
Giovanni Arpino (n. 27 ianuarie 1927, Pola, Italia – d. 10 decembrie 1987, Torino, Italia) a fost un scriitor italian.
A câștigat Premiul Strega în 1964 pentru L'ombra delle colline .